# 九品寺 (南丹市)
九品寺（くほんじ/くぼんじ）は、京都府南丹市園部町船阪にある真言宗御室派の寺院。山号は鴫尾山。本尊は千手観音菩薩。

## 歴史
この寺は、810年（弘仁元年）空海によって創建されたと伝えられ、その後白河法皇の帰依を得て伽藍の造営が行われ、白河法皇の皇子覚行法親王が入寺したという。その後兵火などによりたびたび焼失して衰退した。
さらに小豆相場に手を出してしまい多額の負債を抱えた住職が50年に一度公開する仏像3体の公開直後に仏像を無駄で売却した。その後、京都市西京区の正法寺とアメリカのメトロポリタン美術館に移った。仏像売却後、御本尊が消失した九品寺は衰退していった。

## 境内
- 覚行法親王墓所
- 船井観音八十八箇所
- 船阪八幡宮 - 鎮守社、船阪村の旧村社[1]
  - 厄神社

## 文化財

### 重要文化財（国指定）
- 大門（附 棟札、扁額） - 入母屋造、檜皮葺の楼門。鎌倉時代後期の建立。

### 南丹市指定文化財
- 木造仁王像

### 九品寺旧蔵の文化財
- 木造千手観音立像 - 重要文化財。鎌倉時代。現在、京都市西京区の正法寺に安置されている。
- 木造不動明王立像 - 平安時代後期。ニューヨークのメトロポリタン美術館蔵[2]。
- 木造十一面観音立像 – 室町時代。メトロポリタン美術館蔵。

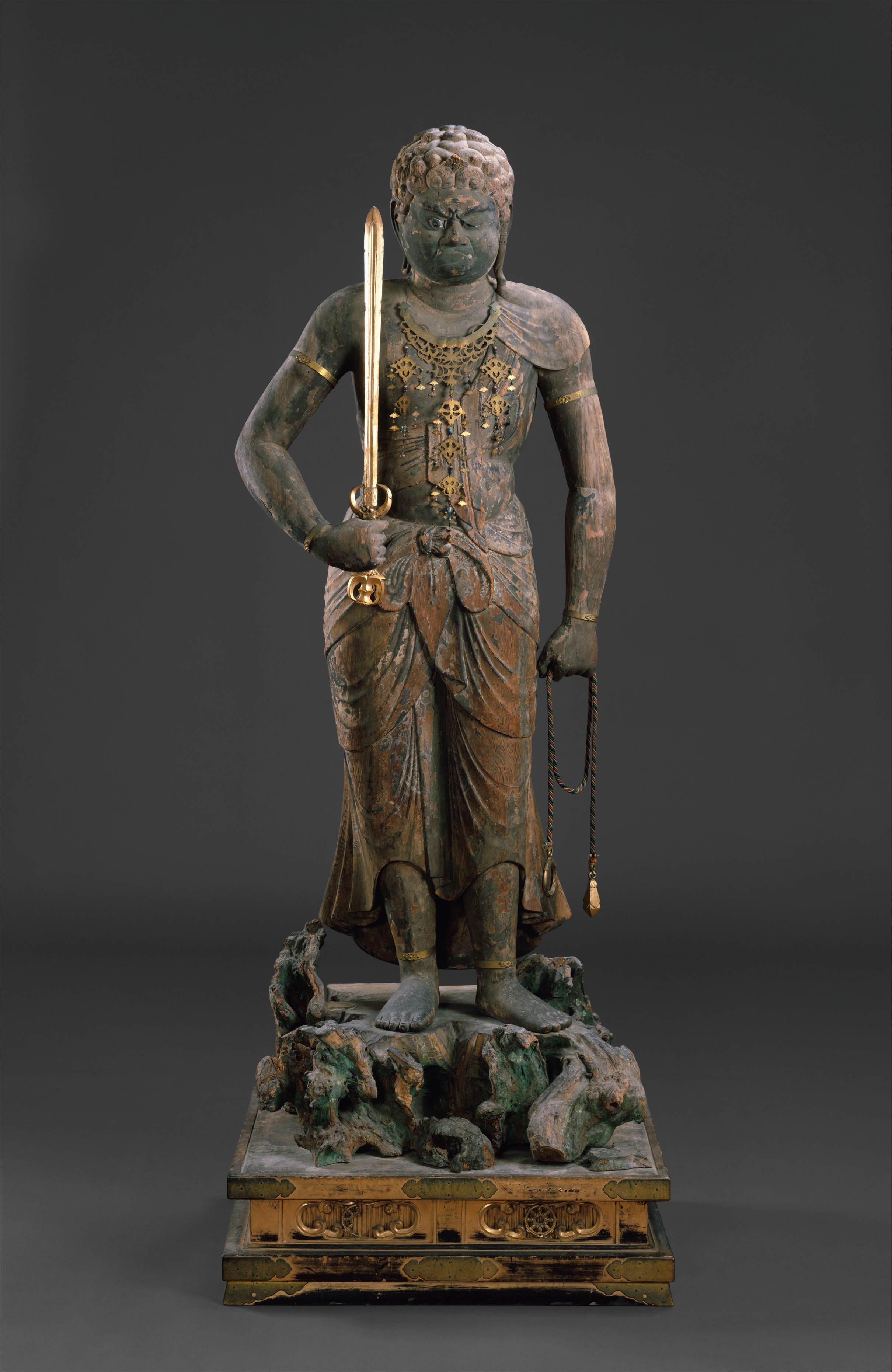
木造不動明王立像（九品寺旧蔵、メトロポリタン美術館蔵）
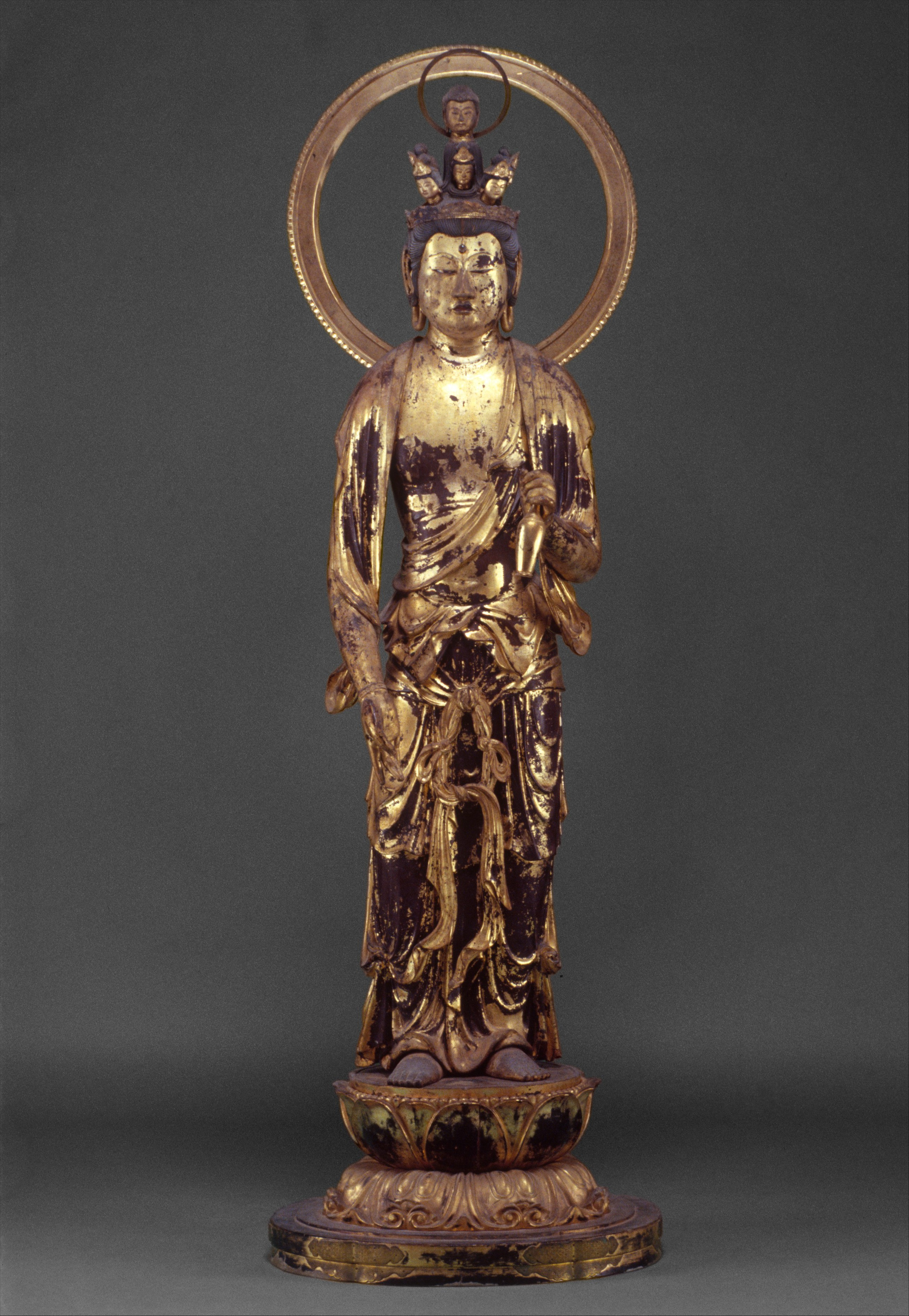
木造十一面観音立像（九品寺旧蔵、メトロポリタン美術館蔵）

## 所在地
- 京都府南丹市園部町船阪47-1